# Jennifer Nash
Jennifer Nash (* 19. Mai 1966 in Johannesburg, Südafrika) ist eine südafrikanische Schauspielerin.

## Leben
Nash spielte 1993 die Zanna in dem Action-Horrorfilm Invisible: The Chronicles of Benjamin Knight. Neben weiteren Filmauftritten hatte sie in den 1990er Jahren auch einige Auftritte in verschiedenen Fernsehserien, so etwa in Mr. Belvedere (1990), Mord nach Plan (1990), Hör mal, wer da hämmert (1991, 1992), Sliders – Das Tor in eine fremde Dimension (1996) und Big Easy – Straßen zur Sünde (1997). In der Hugo-Award-ausgezeichneten Folge Das zweite Leben der Serie Raumschiff Enterprise – Das nächste Jahrhundert war sie 1992 als Meribor zu sehen. Ihr Bruder Marcus Nash verkörperte in der Folge Willkommen im Leben nach dem Tode derselben Serie den jungen Captain Picard. Zuletzt (Stand April 2017) trat sie 2009 als Schauspielerin in Erscheinung.

## Filmografie
- 1990: CBS Schoolbreak Special (Fernsehserie, eine Folge)
- 1990: Mord nach Plan (Blind Faith, Miniserie, 2 Folgen)
- 1990: Unser lautes Heim (Growing Pains, Fernsehserie, eine Folge)
- 1990: Mr. Belvedere (Fernsehserie, eine Folge)
- 1991: Full House (Fernsehserie, eine Folge)
- 1991–1992: Hör mal, wer da hämmert (Home Improvement, Fernsehserie, 2 Folgen)
- 1992: The Player
- 1992: Raumschiff Enterprise – Das nächste Jahrhundert (Star Trek: The Next Generation, Fernsehserie, Folge 5x25: Das zweite Leben)
- 1992: Mit Herz und Scherz (Coach, Fernsehserie, eine Folge)
- 1993: In der Hitze der Nacht (In the Heat of the Night, Fernsehserie, eine Folge)
- 1993: Blossom (Fernsehserie, eine Folge)
- 1993: Invisible – Die unheimliche Macht (Invisible: The Chronicles of Benjamin Knight)
- 1994: Clifford – Das kleine Scheusal (Clifford)
- 1994: Hardball (Fernsehserie, 2 Folgen)
- 1995: Pointman (Fernsehserie, eine Folge)
- 1995: Palm Beach-Duo (Silk Stalkings, Fernsehserie, eine Folge)
- 1996: Sliders – Das Tor in eine fremde Dimension (Sliders, Fernsehserie, eine Folge)
- 1996: Lazarus Man (The Lazarus Man, Fernsehserie, eine Folge)
- 1996: Foxy Fantasies … mit David Duchovny (Red Shoe Diaries, Fernsehserie, eine Folge)
- 1997: High Tide – Ein cooles Duo (High Tide, Fernsehserie, eine Folge)
- 1997: Big Easy – Straßen der Sünde (The Big Easy, Fernsehserie, eine Folge)
- 2004: Then Again (Kurzfilm)
- 2007: Loving Dick (Kurzfilm)
- 2009: Tripping Forward
- 2020: The Last Saturday Night (Fernsehserie)